# Premios 40 Principales América
Los Premios 40 Principales PRISA Radio América son unos premios a la música, entregados por Prisa Radio América.
Dichos premios se emiten en riguroso directo por las emisoras Los 40 de Hispanoamérica, además de una emisora nacional y una TV nacional por país de los diferentes países pertenecientes a Hispanoamérica + Estados Unidos + Brasil + Portugal + España + Andorra (radio y televisión a decir por país y edición).
- En España la última edición la emitió:
  - Los 40 (España)
  - Los 40 Classic
  - Divinity

## Países Participantes
Participan directamente o indirectamente todos los países pertenecientes a Hispanoamérica. Países que pueden votar para la elección de los ganadores de la Categoría General en Lengua Española y Categoría General en Lengua Inglesa, en la Categoría Nacional cada país vota por sus nominados nacionales a excepción de Estados Unidos que no tiene una categoría nacional. Dicho evento se celebra en una ciudad importante de Hispanoamérica que una nación que tenga a nivel nacional en FM y demás sistemas la versión para dicha nación de la emisora Los 40 (Los 40 (Argentina), Los 40 (México), etcétera)
| País                 |
| -------------------- |
| Argentina            |
| Chile                |
| Colombia             |
| Costa Rica           |
| Ecuador              |
| Estados Unidos       |
| Guatemala            |
| México               |
| Panamá               |
| Paraguay             |
| República Dominicana |

## Artistas con más Premios
| Artista          | 2012 | 2014 | Total |
| ---------------- | ---- | ---- | ----- |
| Jesse y Joy      | 3    | -    | 3     |
| Enrique Iglesias | -    | 2    | 2     |
| One Direction    | 2    | -    | 2     |
| Percance         | 1    | 1    | 2     |

## Premios por país
| País                 | 2012 | 2014 | Total |
| -------------------- | ---- | ---- | ----- |
| México               | 4    | 1    | 5     |
| Reino Unido          | 2    | 1    | 3     |
| Estados Unidos       | 1    | 2    | 3     |
| España               | -    | 3    | 3     |
| Chile                | 1    | 1    | 2     |
| Costa Rica           | 1    | 1    | 2     |
| Colombia             | -    | 2    | 2     |
| Argentina            | -    | 2    | 2     |
| Puerto Rico          | 1    | -    | 1     |
| Cuba                 | 1    | -    | 1     |
| Canadá               | 1    | -    | 1     |
| Ecuador              | -    | 1    | 1     |
| Guatemala            | -    | 1    | 1     |
| Panamá               | -    | 1    | 1     |
| Paraguay             | -    | 1    | 1     |
| República Dominicana | -    | 1    | 1     |

## Premios 40 Principales América Veracruz 2012: I Edición
Los Premios 40 Principales América del año 2012, los primeros, fueron realizados el viernes 30 de noviembre de 2012 en el World Trade Center de Veracruz, México. El evento fue transmitido en directo por la cadena 40 Principales de cada país participante además de ser transmitido por televisión, a través de Ritmoson Latino.

### Premios
Categoría Lengua Española
- Mejor Artista o Grupo: Jesse y Joy
- Mejor Artista o Grupo Urbano: Pitbull
- Mejor Gira: Wisin y Yandel
- Mejor Canción: "Corre" de Jesse y Joy
- Mejor Álbum: "Cón quién se queda el perro" de Jesse y Joy
- Mejor Artista o Grupo Revelación, Zona Norte: Vázquez Sounds
- Mejor Artista o Grupo Revelación, Zona Centro: Percance
- Mejor Artista o Grupo Revelación, Zona Sur: Denise Rosenthal

Categoría Lengua no Española
- Mejor Artista o Grupo Pop: One Direction
- Mejor Artista o Grupo Dance: LMFAO
- Mejor Canción: "Call Me Maybe" de Carly Rae Jepsen
- Mejor Artista o Grupo Revelación: One Direction

### Actuaciones
Los Premios contaron con las actuaciones de:
- Moderatto
- D-Niss "Dance"
- Sak Noel "Loca People"
- Eme 15 "Solamente tú"
- Cali & el Dandee "Yo te esperaré"
- Jesse y Joy "¿Con Quién Se Queda El Perro?", "La de la Mala Suerte", "¡Corre!".
- Pitbull "Dont Stop the Party", "Sube las manos pa'riba"
- Vázquez Sounds "Forget You"
- Percance "¿Dónde iré a parar?"
- Sie7e "Tengo tu Love"
- Israel Brito "Te Voy A Confesar"

## Premios 40 Principales América Buenos Aires 2014 II Edición
La edición 2014 se realizó el 13 de noviembre en el Planetario de Buenos Aires, Argentina. Para marzo de 2014 estaba prevista la edición correspondiente a 2013 en Panamá, que finalmente no se celebró. La gala fue transmitida por hTV.

### Categoría Nacional
Indica el ganador o ganadora dentro de cada categoría, los demás fueron nominados.
| Categoría                                     | Nominados y ganadores  |
| --------------------------------------------- | ---------------------- |
| Mejor Artista o Grupo de Argentina            | Tan Biónica            |
| Mejor Artista o Grupo de Argentina            | Axel                   |
| Mejor Artista o Grupo de Argentina            | Miranda!               |
| Mejor Artista o Grupo de Argentina            | Abel Pintos            |
| Mejor Artista o Grupo de Argentina            | Banda de Turistas      |
| Mejor Artista o Grupo de Chile                | Francisca Valenzuela   |
| Mejor Artista o Grupo de Chile                | Gondwana               |
| Mejor Artista o Grupo de Chile                | Gepe                   |
| Mejor Artista o Grupo de Chile                | Ana Tijoux             |
| Mejor Artista o Grupo de Chile                | Javiera Mena           |
| Mejor Artista o Grupo de Colombia             | Piso 21                |
| Mejor Artista o Grupo de Colombia             | Carlos Vives           |
| Mejor Artista o Grupo de Colombia             | Naela                  |
| Mejor Artista o Grupo de Colombia             | Maluma                 |
| Mejor Artista o Grupo de Colombia             | Alkilados              |
| Mejor Artista o Grupo de Costa Rica           | Los Ajenos             |
| Mejor Artista o Grupo de Costa Rica           | Cocofunka              |
| Mejor Artista o Grupo de Costa Rica           | Percance               |
| Mejor Artista o Grupo de Costa Rica           | Ojo de buey            |
| Mejor Artista o Grupo de Costa Rica           | Por Partes             |
| Mejor Artista o Grupo de Ecuador              | David Cañizares        |
| Mejor Artista o Grupo de Ecuador              | Maykel                 |
| Mejor Artista o Grupo de Ecuador              | Daniel Betancourt      |
| Mejor Artista o Grupo de Ecuador              | Nikki Mackliff         |
| Mejor Artista o Grupo de Ecuador              | Daniel Páez            |
| Mejor Artista o Grupo de Guatemala            | Pedro Cuevas           |
| Mejor Artista o Grupo de Guatemala            | Flaminia Villagrán     |
| Mejor Artista o Grupo de Guatemala            | Tijuana Love           |
| Mejor Artista o Grupo de Guatemala            | Piva                   |
| Mejor Artista o Grupo de Guatemala            | Ale Mendoza            |
| Mejor Artista o Grupo de México               | Camila                 |
| Mejor Artista o Grupo de México               | Zoé                    |
| Mejor Artista o Grupo de México               | Molotov                |
| Mejor Artista o Grupo de México               | Café Tacvba            |
| Mejor Artista o Grupo de México               | Jenny and the Mexicats |
| Mejor Artista o Grupo de Panamá               | Comando Tiburón        |
| Mejor Artista o Grupo de Panamá               | Nigga                  |
| Mejor Artista o Grupo de Panamá               | Martin Machore         |
| Mejor Artista o Grupo de Panamá               | Joey Montana           |
| Mejor Artista o Grupo de Panamá               | I-Nesta                |
| Mejor Artista o Grupo de Paraguay             | Kchiporros             |
| Mejor Artista o Grupo de Paraguay             | Iván Zavala            |
| Mejor Artista o Grupo de Paraguay             | Paiko                  |
| Mejor Artista o Grupo de Paraguay             | Humbertiko & Urbanos   |
| Mejor Artista o Grupo de Paraguay             | Salamandra             |
| Mejor Artista o Grupo de República Dominicana | Vicente García         |
| Mejor Artista o Grupo de República Dominicana | Romeo Santos           |
| Mejor Artista o Grupo de República Dominicana | Prince Royce           |
| Mejor Artista o Grupo de República Dominicana | Los Ilegales           |
| Mejor Artista o Grupo de República Dominicana | Aura                   |

### Categoría General en Lengua Española
Indica el ganador o ganadora dentro de cada categoría, los demás fueron nominados.
| Categoría                                      | Nominados y ganadores                               |
| ---------------------------------------------- | --------------------------------------------------- |
| Mejor Artista o Grupo en Español               | Enrique Iglesias                                    |
| Mejor Artista o Grupo en Español               | Juanes                                              |
| Mejor Artista o Grupo en Español               | Alejandro Sanz                                      |
| Mejor Artista o Grupo en Español               | Daddy Yankee                                        |
| Mejor Artista o Grupo en Español               | Romeo Santos                                        |
| Mejor Álbum en Español (Elegido por un jurado) | Sex and Love - Enrique Iglesias                     |
| Mejor Álbum en Español (Elegido por un jurado) | Corazón profundo - Carlos Vives                     |
| Mejor Álbum en Español (Elegido por un jurado) | Shakira - Shakira                                   |
| Mejor Álbum en Español (Elegido por un jurado) | Soy el mismo - Prince Royce                         |
| Mejor Álbum en Español (Elegido por un jurado) | Formula, Vol. 2 - Romeo Santos                      |
| Mejor Canción en Español                       | Bailando - Enrique Iglesias                         |
| Mejor Canción en Español                       | 6 AM - J Balvin                                     |
| Mejor Canción en Español                       | Adrenalina - Wisin ft Jennifer Lopez y Ricky Martin |
| Mejor Canción en Español                       | Darte un beso - Prince Royce                        |
| Mejor Canción en Español                       | Llorar - Jesse y Joy                                |

### Categoría General en Lengua Inglesa
Indica el ganador o ganadora dentro de cada categoría, los demás fueron nominados.
| Categoría                               | Nominados y ganadores                                     |
| --------------------------------------- | --------------------------------------------------------- |
| Mejor Artista o Grupo en Lengua Inglesa | One Direction                                             |
| Mejor Artista o Grupo en Lengua Inglesa | Daft Punk                                                 |
| Mejor Artista o Grupo en Lengua Inglesa | Bruno Mars                                                |
| Mejor Artista o Grupo en Lengua Inglesa | Calvin Harris                                             |
| Mejor Artista o Grupo en Lengua Inglesa | Katy Perry                                                |
| Mejor Canción en Lengua Inglesa         | Get Lucky - Daft Punk                                     |
| Mejor Canción en Lengua Inglesa         | Happy - Pharrell Williams                                 |
| Mejor Canción en Lengua Inglesa         | Blurred Lines - Robin Thicke ft. T.I. y Pharrell Williams |
| Mejor Canción en Lengua Inglesa         | Rather Be - Clean Bandit                                  |
| Mejor Canción en Lengua Inglesa         | Summer - Calvin Harris                                    |

### Otros
| Premio                               | Ganador      |
| ------------------------------------ | ------------ |
| Artista en Español Más Internacional | David Bisbal |

| Premio              | Ganadores |
| ------------------- | --------- |
| Especial Del Jurado | Train     |

| Premio                         | Ganador     |
| ------------------------------ | ----------- |
| Mejor banda en vivo en el 2014 | Tan Biónica |

- Datos: Q11124774